# Schuettemmericia
Schuettemmericia is een geslacht van uitgestorven weekdieren uit de klasse van de Gastropoda (slakken).

## Soorten
- Schuettemmericia degrangei Kadolsky, 1993 †
- Schuettemmericia lemani (Basterot, 1825) †
- Schuettemmericia lenoiri (Schlickum, 1968) †
- Schuettemmericia paulensis (Degrange-Touzin, 1892) †
- Schuettemmericia spoliata Kadolsky, 1993 †